# Müritz (meer)
Müritz (IPA: [ˈmyːʁɪt͡s], Duitse uitspraakⓘ) is een meer gelegen in Mecklenburg-Voor-Pommeren. Het meer is gelegen in de Mecklenburgische Seenplatte. Het meer is gevormd in het geologische Weichselien tijdvak. De naam Müritz is ontleend aan een West-Slavische taal en betekent: kleine zee.
Het heeft een oppervlakte van 117 km² en is daarmee, na het Bodenmeer, het grootste meer van Duitsland en het grootste meer van Duitsland dat volledig op eigen grondgebied is gelegen. De Elde doorstroomt het meer.
Grotere plaatsen langs het meer zijn Waren, Rechlin, Vipperow, Ludorf, Röbel/Müritz, Gotthun, Sietow en Klink.

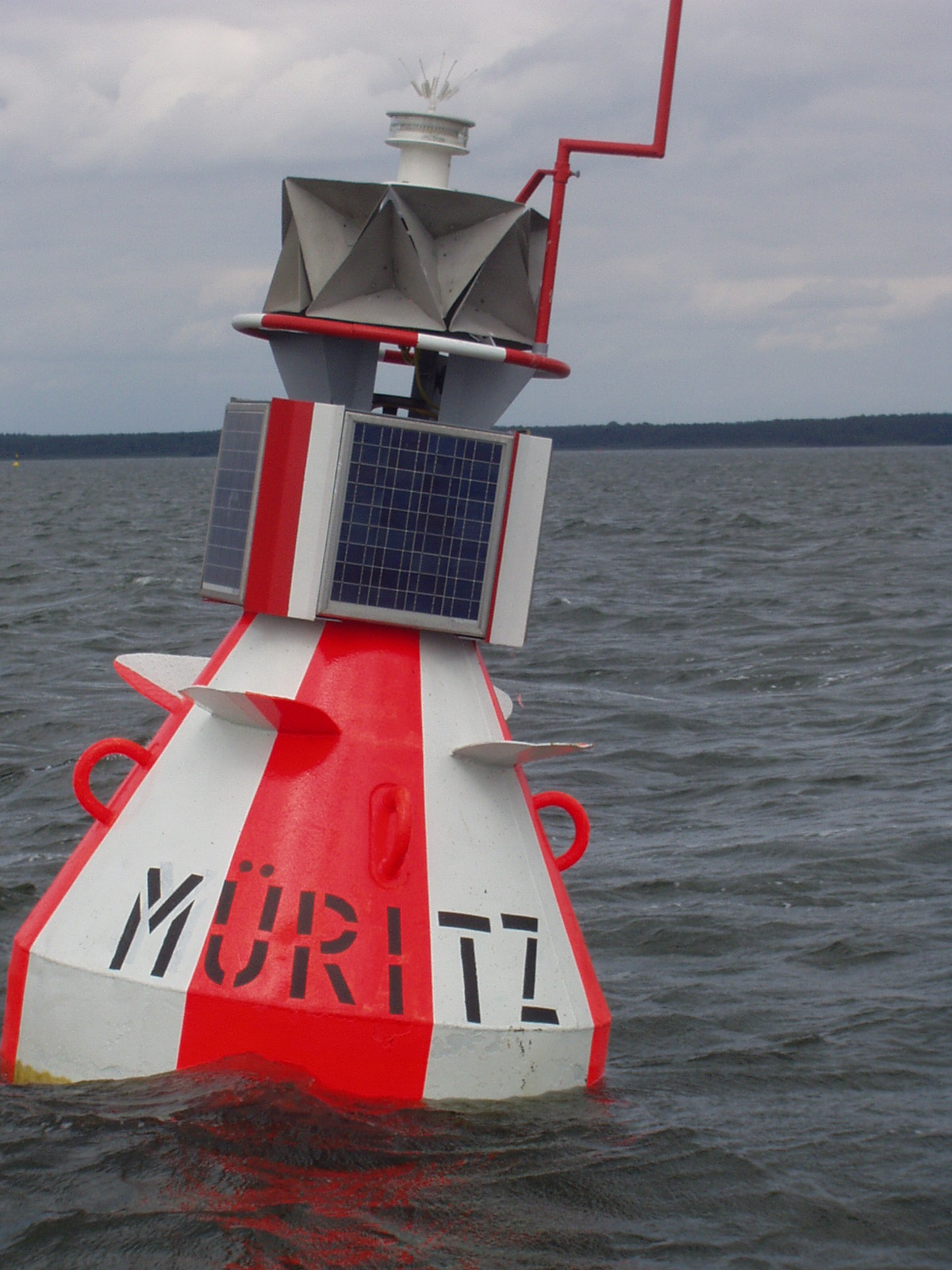
Boei die het midden van de Müritz aangeeft

## Fauna en flora
Rond het meer nestelen zo'n twinig paren visarenden. Ook zeearenden, kraanvogels en aalscholvers komen er voor. Er leven ook otters. In het meer zit baars, paling, snoek en brasem.